# 黃條龍舌蘭
黃條龍舌蘭（学名：Agave fourcroydes）为天门冬科、龍舌蘭亚科、龍舌蘭屬下的一个种。

## 扩展阅读
- 維基物種上的相關：黃條龍舌蘭